# Gran Roque

Lägeskarta, Los Roquesöarna längst upp

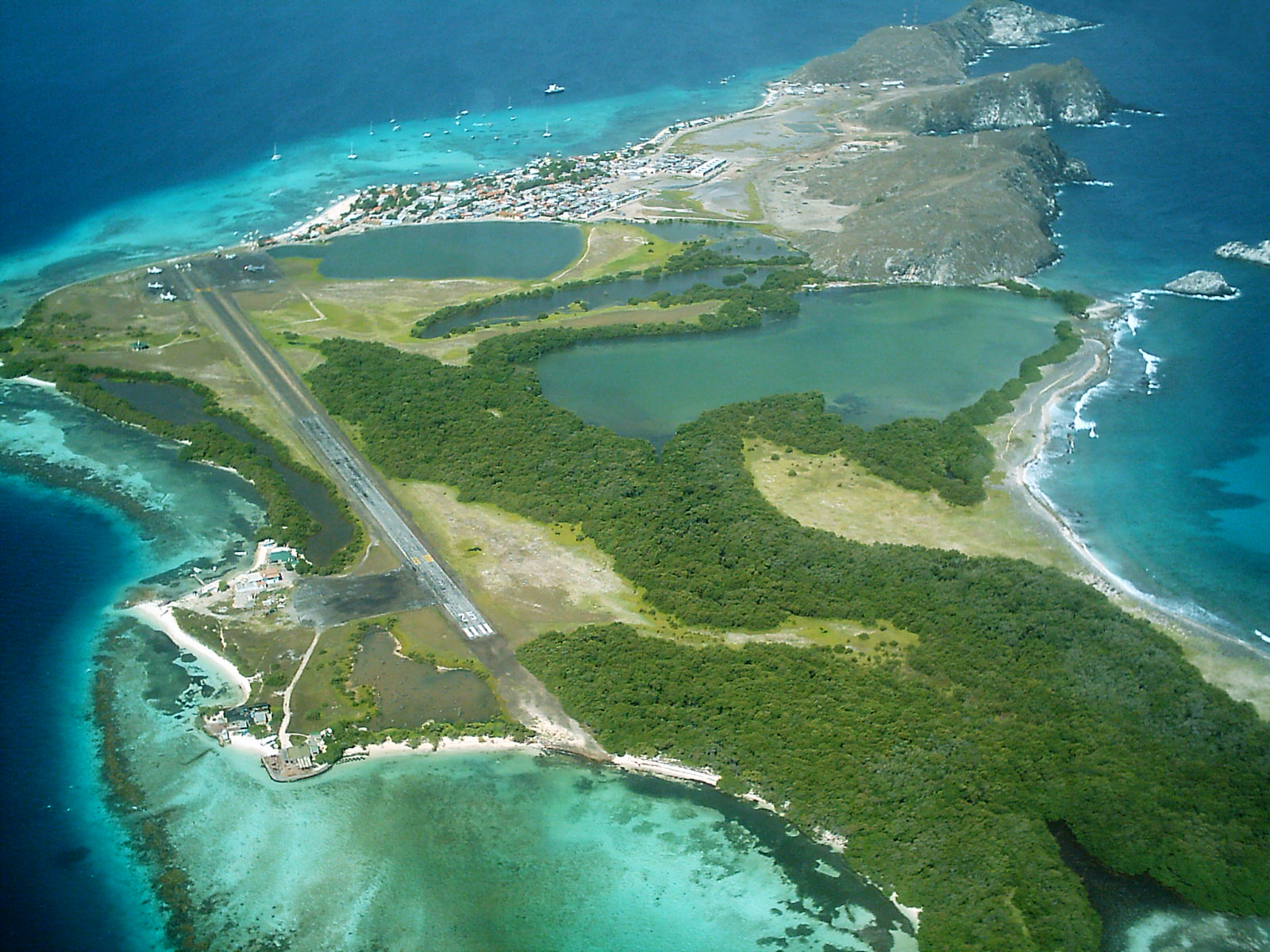
Gran Roqueön

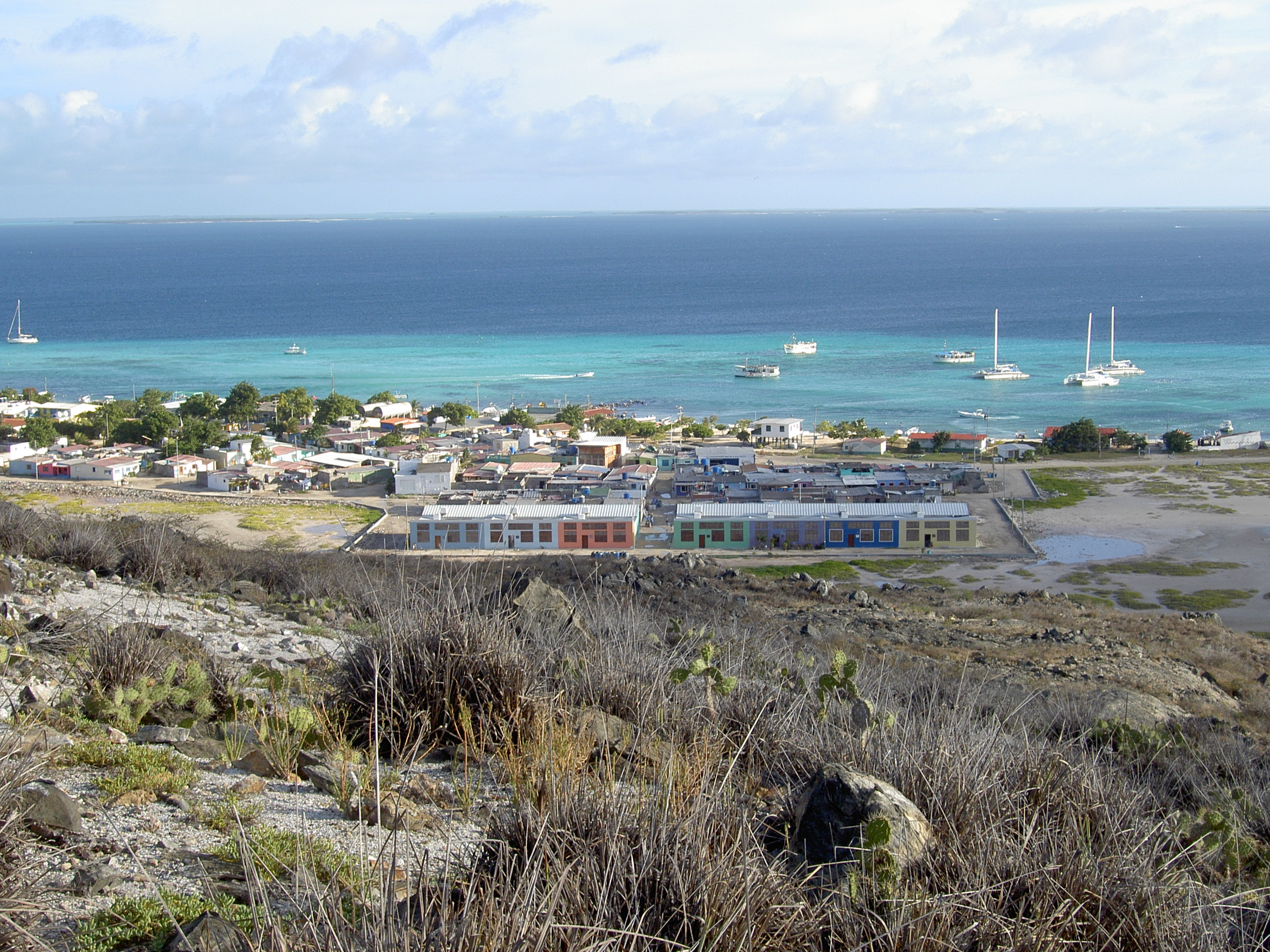
Gran Roque stad

Gran Roque (spanska Isla del Gran Roque) är huvudön i ögruppen Los Roques i norra Venezuela.

## Geografi
Gran Roque ligger cirka 175 km norr om Caracas i ögruppens norra del.
Ön har en sammanlagd areal om ca 15,1 km² men det finns även fem laguner på ön, hela ön omges av ett korallrev. Förutom en liten skola, Autoridad Única de Área förvaltningsbyggnader och parkförvaltningen Instituto Nacional de Parques byggnader finns det även några mindre hotell på ön.
Den högsta höjden är på ca 120 m ö.h. (1).
Gran Roque är den enda befolkade ön bland Los Roquesöarna och befolkningen uppgår till ca 1.500 invånare (2) där alla bor i huvudorten Gran Rogue på öns södra del. Förvaltningsmässigt utgör ön huvudort i estado (delstaten) Dependencias Federales.
Ögruppens flygplats Los Roques airport (Aeropuerto Los Roques, flygplatskod "LRV") ligger på öns sydöstra del och har kapacitet för lokalt flyg.

## Historia
1589 införlivades Los Roquesöarna i delstaten Vargas (3) av den dåvarande provinsguvernören.
Öns fyr byggdes åren 1870 till 1880 och var i bruk fram till mitten på 1950-talet (4)
1871 införlivades sedan hela ögruppen officiellt i Venezuela efter ett dekret av dåvarande presidenten (5) Antonio Guzmán Blanco.
Den 20 juli 1938 utsågs Los Roquesöarna till ett "Dependencia federal" (federalt område).
Den 9 augusti 1972 skapades nationalparken efter ett regeringsbeslut (7) och parkområdet inrättades formellt den 18 augusti. Förvaltningskontoret ligger i Gran Roque stad.
Den 2 november 1991 införlivades hela ögruppen i delstaten Dependencias Federales och förvaltas av en särskild myndighet (8) Autoridad Unica med säte på Gran Roque.